# تیگران گاسپاریان (کارگردان نمایش)
تیگران سرگئی گاسپاریان (ارمنی: Տիգրան Սերգեյի Գասպարյան؛  ۳۱ ژوئیهٔ ۱۹۶۰) یک کارگردان نمایش اهل ارمنستان است. وی از سال میلادی تاکنون مشغول فعالیت بوده است.

## زندگی‌نامه
وی در ۳۱ ژوئیهٔ ۱۹۶۰ ‏ در ایروان به دنیا آمد و از انستیتو دولتی هنری و نمایشی ایروان فارغ‌التحصیل شد. فرهنگستان دولتی تئاتر سوندوکیان فعالیت کرده است. وی همچنین برندهٔ جوایزی همچون چهره هنری شایسته جمهوری ارمنستان شده است. 